# Michał Sokołowski
Michał Sokołowski, né le 11 décembre 1992 à Varsovie en Pologne, est un joueur polonais de basket-ball. Il évolue au poste d'ailier.

## Carrière
Au mois d'août 2020, il reçoit une offre de l'Élan béarnais mais fait le choix de rester dans le championnat polonais en s'engageant avec le Legia Varsovie. Il quitte cependant le club peu de temps après le début de la saison pour rejoindre l'Universo Treviso Basket (en) en première division italienne.

## Palmarès

### En club
- Vainqueur de la Coupe de Pologne 2016 avec Rosa Radom et 2020 avec Anwil Włocławek.
- Vainqueur de la SuperCoupe de Pologne 2016 avec Rosa Radom.

### Distinctions personnelles
- Meilleur défenseur de PLK en 2016 et 2017.
- All-PLK Team en 2017 et 2018.
- Meilleur joueur polonais de PLK en 2018 et 2019.